# آلبرت، دوک پروس
آلبرت (آلمانی: Albrecht von Preussen؛ ۱۷ مه ۱۴۹۰ – ۲۰ مارس ۱۵۶۸) نخستین دوک دوک‌نشین پروس از دودمان هوهن‌تسولرن بود.